# アンディ・ハーレー
アンドリュー・ジョン・ハーレー（Andrew John Hurley、1980年5月31日 - ）は、アメリカ合衆国のロックバンドフォール・アウト・ボーイのドラマーである。
同バンド以外にはThe Damned Thingsとしても活動している。

## 来歴
母親は看護師である。父親は彼が5歳の時に他界した。中学生の頃はサックスを演奏していたが、高校生の頃になると妹にヴァン・ヘイレンのアルバム『ライド・ザ・ライトニング』を買ってもらいそれの影響でドラムに切り替えた。育ったときの影響はデイヴ・ロンバードであり、お気に入りのバンドはメタリカである。
メノモニーフォールズ高校に通い、バンドでパーカッションを演奏していた。
2009年から2013年にかけてのフォールアウトボーイの休止期間中には同バンドのメンバーであるジョー・トローマンとヘヴィメタルスーパーグループ「The Damned Things」のドラマーとして活動していた。
2012年後半にはミルウォーキーを拠点とするストレートエッジのハードコアバンドFocusedXMindsでドラムを演奏した。